# Monumento a Gérôme
Il Monumento a Gérôme (in francese Gérôme exécutant Les Gladiateurs. Monument à Gérôme, "Gérôme che scolpisce I gladiatori. Monumento a Gérôme"), inizialmente noto come I gladiatori (Les Gladiateurs), è un gruppo di sculture bronzee di Jean-Léon Gérôme e di Aimé Morot.
Realizzato tra il 1878 e il 1909, misura 3,6 × 1,82 × 1,70 metri. Si trova al museo d'Orsay, a Parigi.

## Storia e descrizione
La prima parte del gruppo scultoreo si deve a Jean-Léon Gérôme, che la fece realizzare nel 1878 da Eugène Gonon grazie alla tecnica della fusione a cera persa. Il gruppo I gladiatori si rifà al suo celebre dipinto Pollice verso e fu la prima scultura "ufficiale" che egli espose, nel corso dell'esposizione universale del 1878. Come nel dipinto, un mirmillone viene ritratto mentre schiaccia con il piede un reziario sconfitto che prova a chiedere la grazia, mentre aspetta che l'imperatore lo autorizzi a sferrare il colpo di grazia.
Nel 1905, il servizio per l'acquisto di opere di artisti viventi commissionò ad Aimé Morot, il genero del pittore, una scultura dedicata a Gérôme per porla come monumento commemorativo nel giardino dell'Infanta al Louvre. Aimé Morot scelse di rendere omaggio al suocero rappresentandolo in una scena di lavoro realistica, ossia con l'abito da lavoro, con i suoi utensili e mentre scolpisce i suoi Gladiatori. Così, al soggetto originale di Gérôme veniva aggiunta la figura dell'artista al lavoro. La figura bronzea dell'artista venne realizzata nel 1909 da Adrien-Aurélien Hébrard, grazie alla tecnica della fusione a cera persa.
Dopo il suo acquisto da parte dei servizi di acquisto delle opere di artisti viventi, l'opera venne assegnata al museo del Louvre e venne installata nei suoi giardini. Durante l'occupazione nazista, la statua venne messa su una lista di bronzi da fondere per riutilizzarne il bronzo, ma la figlia di Gérôme riuscì a far cambiare idea al prefetto della Senna, salvando l'opera. La scultura venne messa nei depositi dello stato nel 1967 circa, e poi, dal 1971 al 1980, venne trasferita al forte militare di Mont-Valérien. Alla fine il gruppo venne assegnato al museo d'Orsay nel 1980. Venne restaurato nel 1981 dalla Fondazione de Coubertin a Saint-Rémy-lès-Chevreuse. Da allora è esposto al livello intermedio, sulla terrazza della Senna del museo.

## Iscrizioni
Sulla schiena di uno dei gladiatori sono presenti due firme, J.L. Gérôme e Fonte à cire perdue par E. Gonon 1878 ("Fusione a cera persa di E. Gonon 1878"), mentre altre due firme si trovano sul retro del piedistallo inferiore: Aimé Morot e Fonte à cire perdue A.A. Hébrard ("Fusione a cera persa A. A. Hébrard").

## Galleria d'immagini

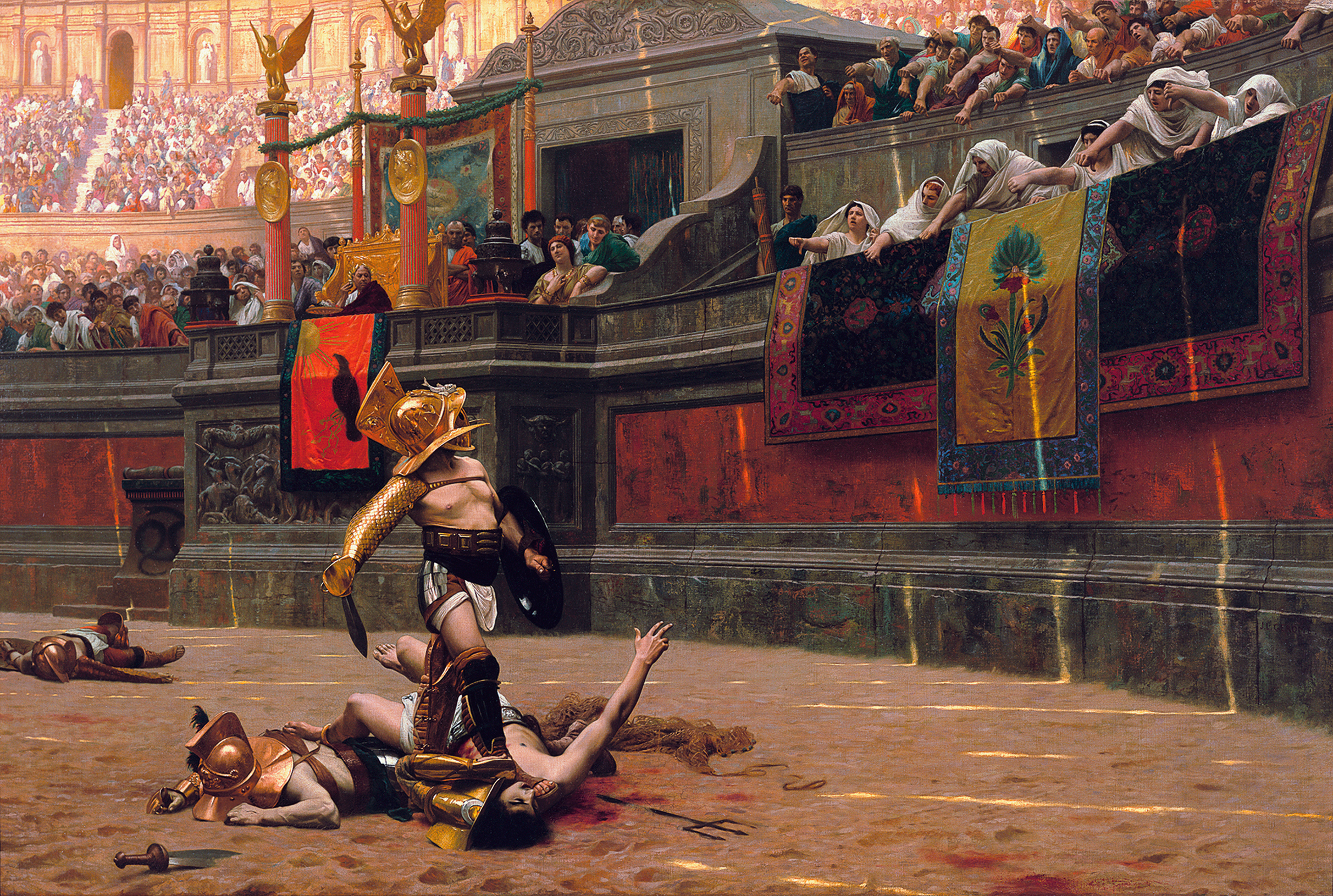
Pollice verso al Phoenix Art Museum.
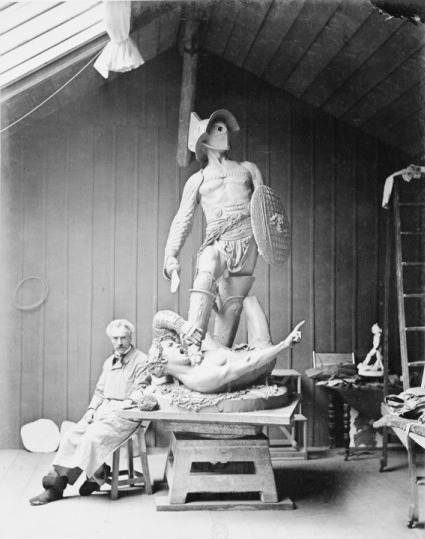
Una fotografia di Gérôme accanto al gruppo scultoreo.
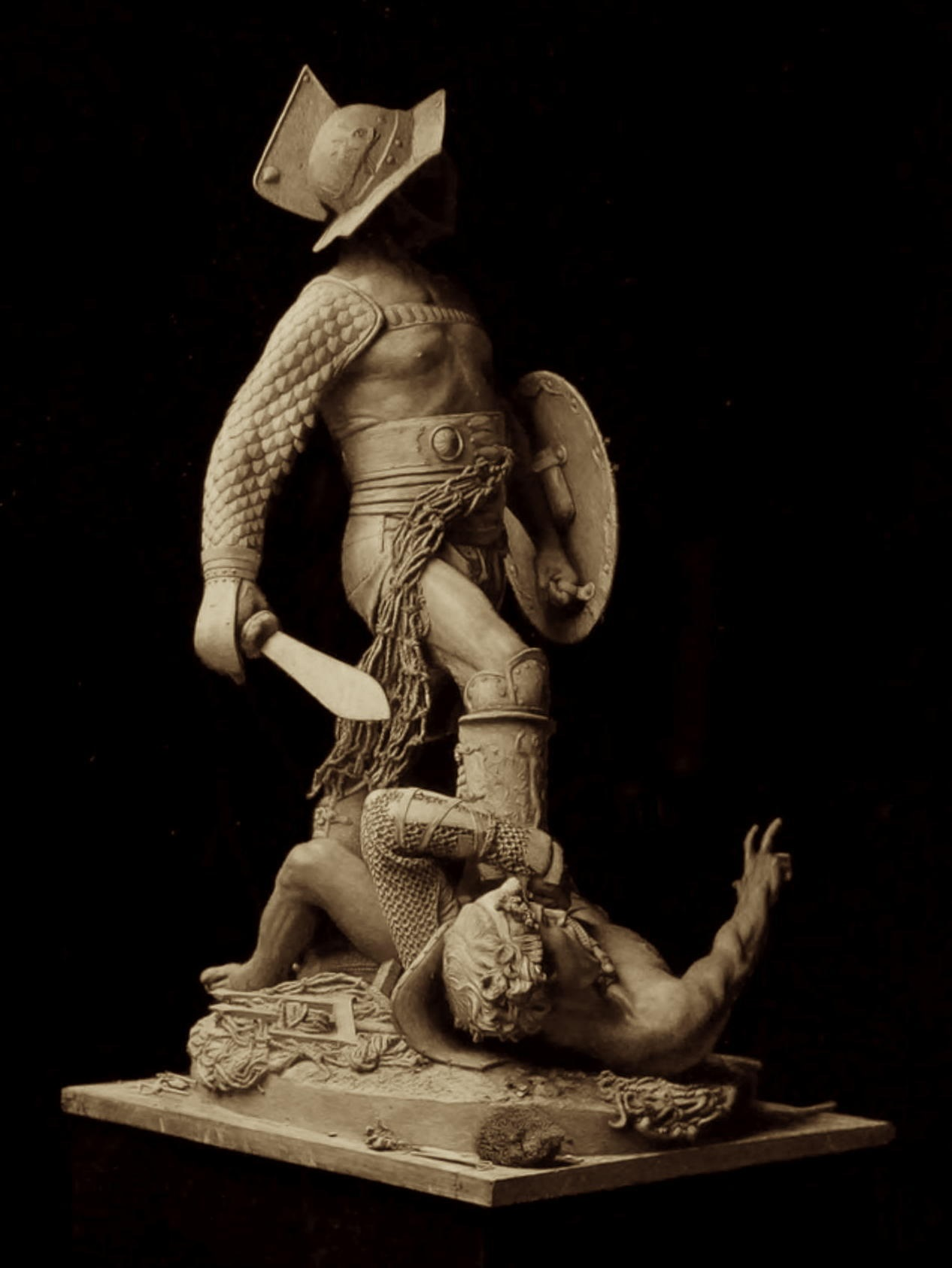
Il gruppo nel 1892, prima degli interventi di Morot.